# Cidacos
Ne doit pas être confondu avec Zidacos.
Le Cidacos est une rivière de la vallée de l'Ebre en Espagne. Elle prend sa source, à 1 425 m d'altitude, au sud de la localité de Los Campos, dans des terres de Soria, avec le Port d'Oncala et parcourt 82,8 km jusqu'à aboutir à l'Ebre, près de la localité riojane de Calahorra. Sur sa rive gauche arrivent les affluents Baos, Ostaza et Manzanares.

## Géographie
Dans son parcours elle traverse ou reste à côté de plusieurs villes de Soria, comme Villar del Río ou de Yanguas, et de La Rioja, comme Enciso, Peroblasco, Arnedillo (où la rivière reçoit des eaux thermales à l'origine de la station thermale d'Arnedillo), Santa Eulalia Somera et Santa Eulalia Bajera, Herce, Arnedo, Quel, Autol et Calahorra. Toutefois, puisque l'eau est retenue plusieurs fois (principalement, dans le Pantano de Munilla, dans la rivière Manzanares, et dans l'étanche du Perdiguero, à Calahorra) et est utilisée pour l'irrigation des 4 057 Ha de riches jardins potagers de la zone, à Calahorra il arrive généralement qu'elle soit sèche, sauf dans les mois les plus humides de l'année.
La rivière Cidacos, avec l'Ebre, a été pendant longtemps l´un des axes de la Basse Rioja, et la raison de l'ancienne enclave de Calahorra. Dans les localités d'Arnedo et de Calahorra nous allons trouver des zones vertes appelées Parc de la Cidacos (qui sont dédiées aux loisirs), qui s´étalent le long du lit de la rivière et de la Vía Verde du Cidacos.

## Légende
Selon une légende San Emeterio et San Celedonio ont été torturés et finalement décapités dans un banc de sable de la rivière Cidacos dans les alentours de Calahorra.
Comme curiosité, il convient de mentionner qu'il existe dans la province de Navarre une autre rivière homonyme, mais avec graphie différente, la rivière Zidacos.